# أكيا وادا
أكيا وادا هو لاعب كرة قدم ياباني، ولد في 14 أغسطس 1991 في هاتشيؤوجي في اليابان. لعب مع نادي ألبيريكس نيغاتا.

## وصلات خارجية
- أكيا وادا على موقع قاعدة بيانات كرة القدم.إي يو (الإنجليزية)
- أكيا وادا على موقع Soccerway.com (الإنجليزية)